# Rafał Kurzawa
Rafał Kurzawa (Wieruszów, 1993. január 29. –) lengyel válogatott labdarúgó, a Pogoń Szczecin középpályása.

## Pályafutása

### A válogatottban
A lengyel válogatottban 2017. november 13-án debütált egy Mexikó elleni 1–0-s vereség alkalmával.
Nevezték a 2018-as világbajnokságon részt vevő válogatott 23-as keretébe.